# Liste der Members des Order of Canada/N
Diese Liste gibt einen Überblick aller Personen, denen die Auszeichnung Member of the Order of Canada verliehen wurde.

## N
1. Pierre Nadeau
2. Guy Nadon
3. Hiroshi Nakamura
4. Geraldine Nakonechny
5. Mitiarjuk Attasie Nappaaluk
6. Mahmood A. Naqvi
7. E. Peter W. Nash
8. Canon Noah Nasook
9. Jean-Jacques Nattiez
10. Annie Ned
11. Alfred W. H. Needler
12. William Needles
13. Roger Paul Neilson
14. Fiona Nelson (2015)
15. Larry Nelson
16. Margaret Jean Nelson
17. Mona Nemer (2014)
18. Pierre Nepveu
19. Robert Earle Ness
20. Daniel Nestor
21. Joan Netten
22. John Neville
23. Margaret Newall
24. Andrina B. Newbery
25. J.W. Edward Newbery
26. Peter J. Newbery
27. Hanna Newcombe
28. Carol Newell
29. Matt M. Newell
30. William J. Newell
31. Frank Newfeld (2015)
32. Donald Newman
33. Murray A. Newman
34. Christopher Newton
35. Cynthia Maria Nicholas
36. Robert V. V. Nicholls
37. Malcolm Nicholson
38. Peter John MacKenzie Nicholson
39. Eric Nicol
40. Wesley Nicol (2013)
41. Catherine A. Nicoll
42. Kenneth F. Nielsen
43. K. Alexander Nilsson
44. Sybilla Nitsman
45. Gordon Melbourne Nixon
46. Patrick R. Nixon
47. Cynthia E. S. Noble
48. V. Ann Nolan
49. Werner Nold
50. Christine F. Nornabell
51. William Norrie
52. A. Willy Norris
53. Richard Parsons (Dick) North
54. Rudolph North
55. Lorna Ann Northcote
56. David S. Northcott (2011)
57. Ron Northcott
58. Bruce Lionel Northorp
59. Thomas W. Noseworthy
60. Wilfred L. Notley
61. Kokom Lena Nottaway
62. Cornelius Nutarak
63. Samantha Joan Nutt
64. Harold Lee Nutter